# Обецаново (Куявсько-Поморське воєводство)
Обецаново (пол. Obiecanowo, нім. Oberhof) — село в Польщі, у гміні Яновець-Велькопольський Жнінського повіту Куявсько-Поморського воєводства.
Населення — 93 особи (2011).
У 1975-1998 роках село належало до Бидгощського воєводства.

## Демографія
Демографічна структура станом на 31 березня 2011 року:
|          | Загалом | Допрацездатний вік | Працездатний вік | Постпрацездатний вік |
| -------- | ------- | ------------------ | ---------------- | -------------------- |
| Чоловіки | 51      | 12                 | 36               | 3                    |
| Жінки    | 42      | 9                  | 26               | 7                    |
| Разом    | 93      | 21                 | 62               | 10                   |